# 横田勝矢
横田 勝矢（よこた かつや、1994年1月4日 - ）は、日本の俳優。テアトルアカデミー所属。
趣味はパルクール、ボルダリング。

## 出演

### テレビドラマ
- 森村誠一ミステリースペシャル「ガラスの密室」（2018年、テレビ朝日・日曜プライム）[1] - 若者 役

### 舞台
- ちっちゃな英雄
- 男おいらん